# Frederick Heckwolf
Frederick J. Heckwolf (ur. 7 stycznia 1879 w Saint Louis, zm. 21 marca 1924) – amerykański lekkoatleta olimpijczyk z Saint Louis 1904. Był zawodnikiem Missouri Athletic Club.
W 1904 roku na igrzyskach olimpijskich w Saint Louis zajął 5. miejsce w finale biegu na 100m.